# Saar-Mark
Die Saar-Mark war zur Zeit des französischen Saarprotektorats, vom 16. Juni 1947 bis 19. November 1947, die Währung des Saarlands.

## Geschichte
Die Saar-Mark löste ab dem 16. Juni 1947 die Reichsmark ab, mit der sie theoretisch im Verhältnis 1:1 tauschbar blieb. Allerdings handelte es sich um eine reine Binnenwährung, die außerhalb des Saarprotektorates nicht verwendet werden konnte. Am 15. November 1947 wurde die Regierung in Paris gesetzlich ermächtigt, die französische Währung im Saarland einzuführen. Es entstand der Saar-Franken, der rechtlich keine offizielle Währung darstellte, jedoch im Wert dem Französischen Franc entsprach und ab 20. November 1947 im Saarland eingeführt wurde. Die Saar-Mark verlor ab dem 15. Januar 1948 ihre Eigenschaft als gesetzliches Zahlungsmittel. Die Währungsumrechnung erfolgte im Verhältnis 20:1. Die auf Saar-Mark lautenden Banknoten konnten bis 30. Juni 1948 bei den Banken gegen Saar-Franken umgetauscht werden.

## Banknoten
Die Banknoten zu 1, 2 und 5 Mark zeigen auf der Vorderseite einen bärtigen und bekränzten Männerkopf im klassischen griechisch-römischen Stil, der als Zeus Meilichios gedeutet werden kann. Auf der Rückseite sieht man eine Frauenfigur in antiker Gewandung mit Feldfrüchten in ihrer Linken und dem Füllhorn in ihrer Rechten, die sowohl als nährende Muttergöttin Demeter als auch als Friedensgöttin Eirene gedeutet werden kann. Die ornamentale Umrandung orientierte sich an Formen der Antike bzw. der Renaissance. Die Noten zu 10, 50 und 100 Mark waren im Design an den Art déco angelehnt und zeigen auf der einen Seite einen Frauenkopf mit blonder Kurzhaarfrisur im Profil mit einem fruchttragenden Lorbeerzweig in den Händen vor einem Feld mit Rosenblüten. Auf der Rückseite ist ein gelockter Jünglingskopf zu sehen, der in mäßigender Handhaltung einem wild wiehernden Pferdekopf (beide im Profil) vor einem belaubten Hintergrund entgegentritt. Die beiden jugendlichen Gestalten können als Symboldarstellungen der jungen Generation, die im Frieden aufwächst, verstanden werden. Die dargestellten Pflanzen und Früchte sind als Symbole des Wachstums sowie des Friedens zu deuten. Münzen wurden nicht ausgegeben.
Die Scheine sind alle zweisprachig, und zwar auf einer Seite mit französischem, auf der anderen Seite mit deutschem Text bedruckt. Da die Scheine nur rund ein halbes Jahr im Umlauf waren und es sich in der Nachkriegszeit kaum jemand leisten konnte, höherwertige Geldscheine als Sammlung beiseitezulegen, sind die Scheine heute selten und erzielen in guter Erhaltung stets hohe Sammlerpreise. Insbesondere die beiden höchsten Denominationen sind gesuchte Sammlerobjekte.

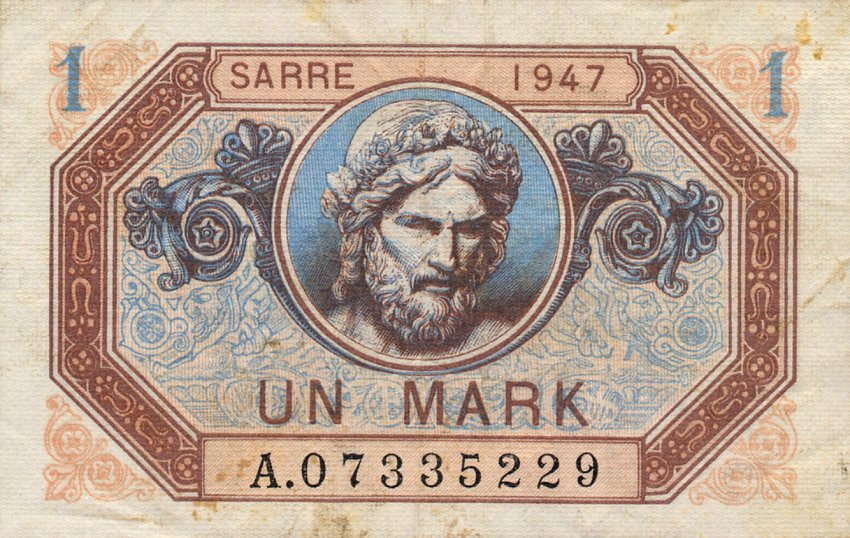
1 Saar-Mark
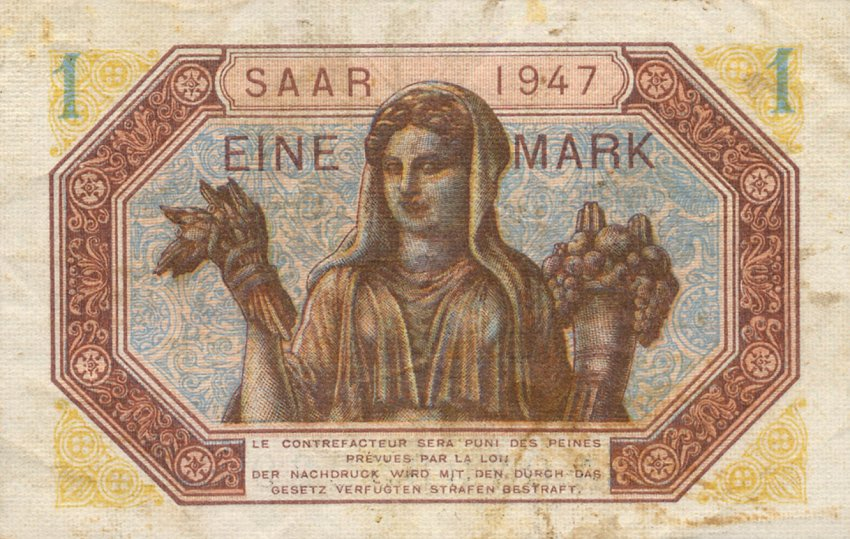
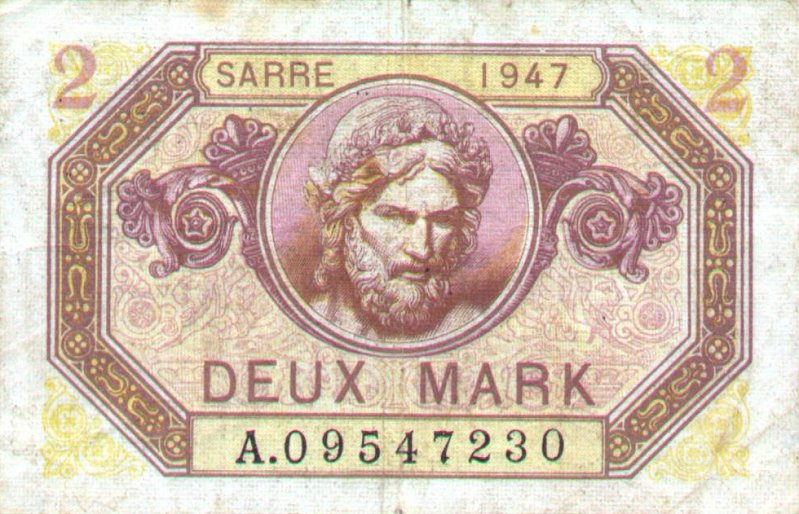
2 Saar-Mark
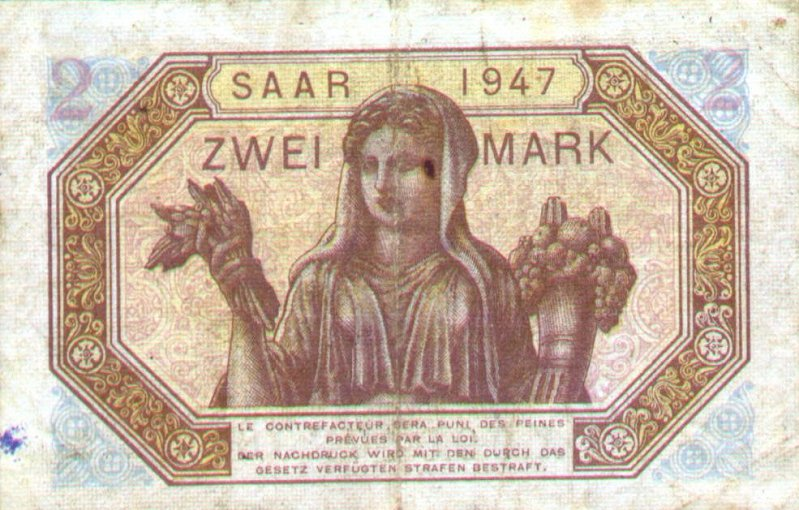
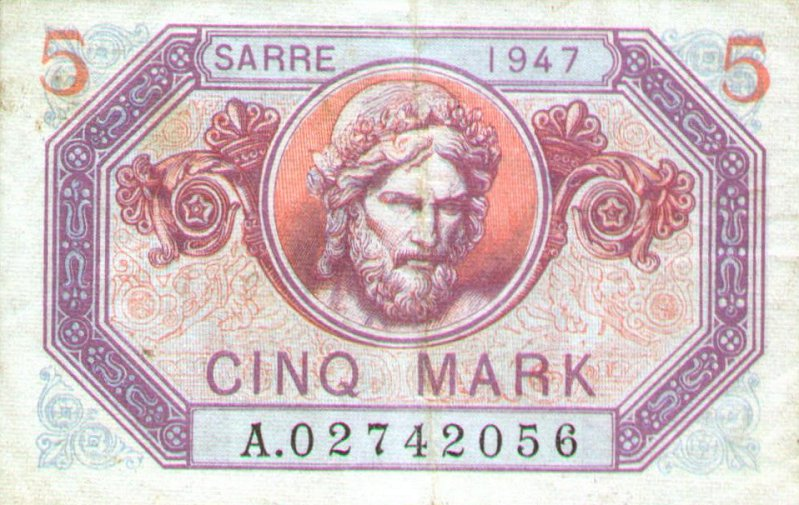
5 Saar-Mark
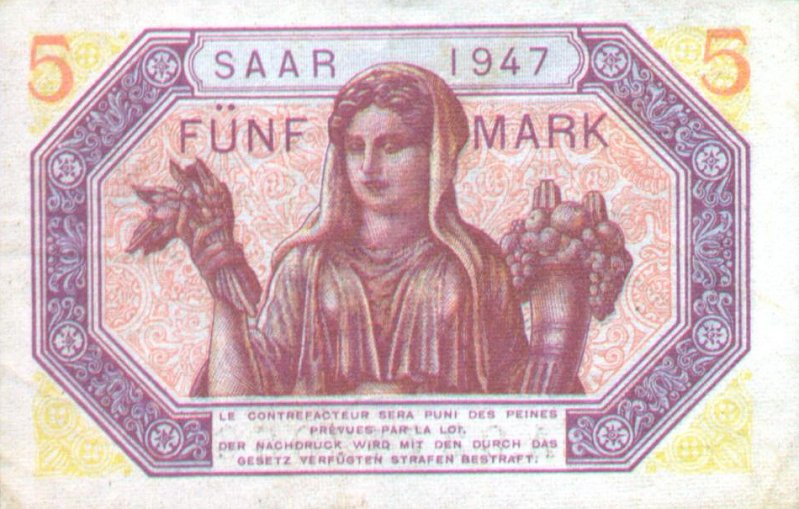
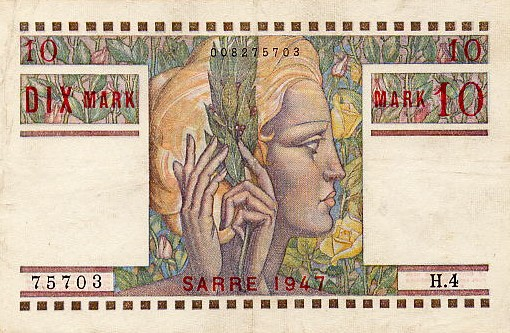
10 Saar-Mark
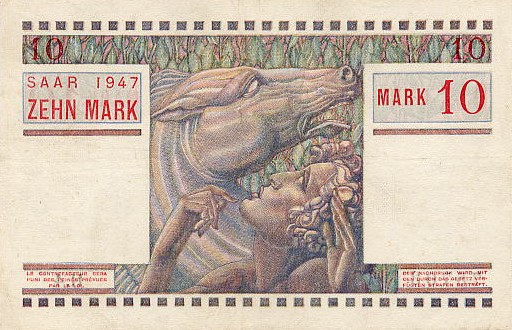
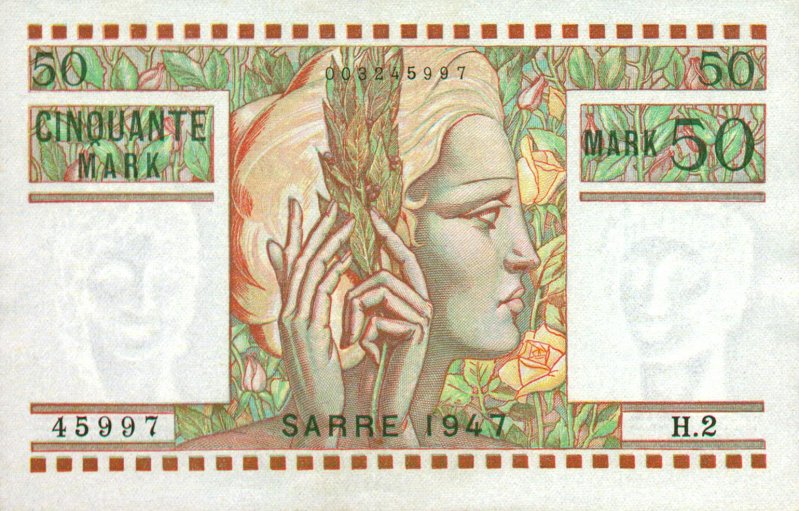
50 Saar-Mark
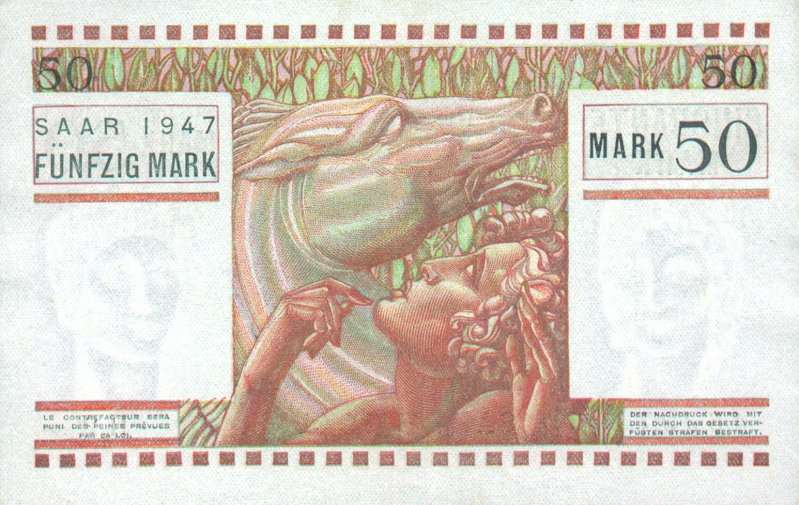
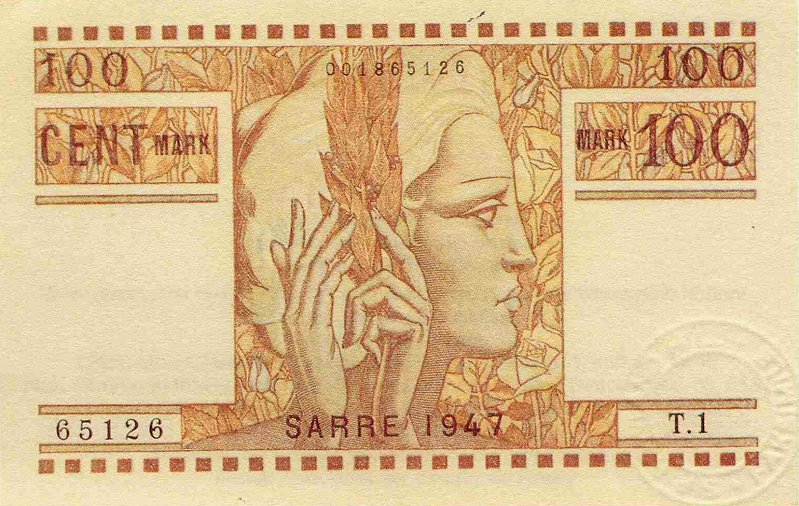
100 Saar-Mark
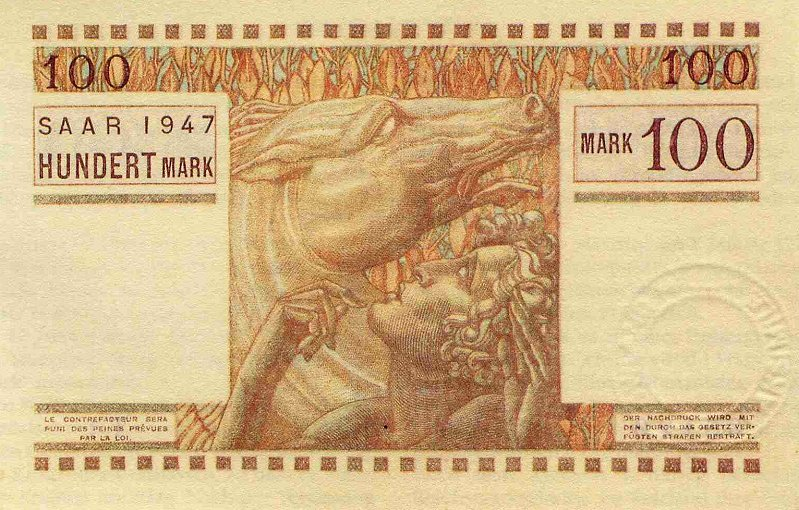